# Variaciones sinfónicas (Dvořák)

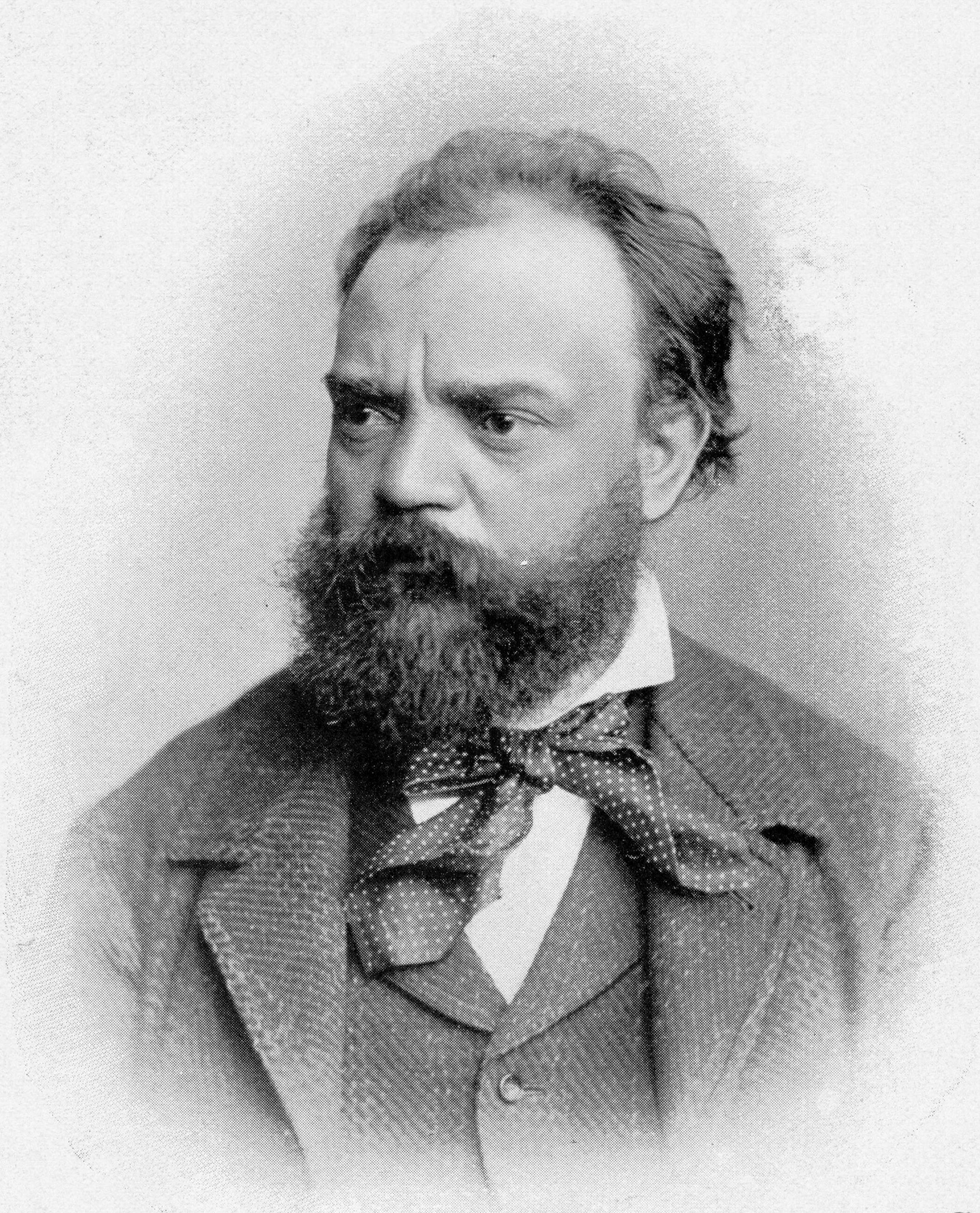
Antonín Dvořák, compositor de la obra, en 1882.

Las Variaciones sinfónicas sobre el tema «Soy un violinista» (en checo, Symfonické Variace z Pisne «Já jsem huslař») para orquesta, op. 78, B.70, son un conjunto de variaciones compuestas por Antonín Dvořák en 1877. Se interpretan con bastante frecuencia, al igual que las Variaciones sobre un tema de Haydn de Johannes Brahms y las Variaciones Enigma de Edward Elgar. A menudo se graban junto con sus nueve sinfonías.